# Jacob Cornelis Willem Jobse
Jacob Cornelis Willem Jobse (Oost- en West-Souburg, 19 februari 1903 – Vlissingen, 3 juni 1995) was een Nederlands politicus.
Hij werd geboren als zoon van Willem Nicolaas Jobse (1882-1934) en Pieternella Maria Pouwer (1880-1932). Hij was intendant bij de zeemacht voor hij in juli 1953 burgemeester werd van Rilland-Bath. Jobse was daarmee de opvolger van J.A. de Goffau die overleden was tijdens de watersnoodramp van 1953. Jobse ging in maart 1968 met pensioen maar bleef aan als waarnemend burgemeester. In 1970 fuseerde Rilland-Bath met onder andere Krabbendijke en Kruiningen tot de nieuwe gemeente Reimerswaal waarmee zijn functie kwam te vervallen. Jobse overleed in 1995 op 92-jarige leeftijd.